# Населення Сибіру

## Історія людності Сибіру
Найдавніші людські поселення в Сибіру відомі з пізнього палеоліту і неоліту. У другій половині 1 тисячоліття нової ери в Сибіру виникли різні союзи племен і перші держави. В середині 13 століття майже весь Сибір став частиною імперії Чингісхана, по його смерті Західний Сибір став складовою частиною Золотої Орди, а потім тут постало Сибірське ханство. Населення Сибіру складалося тоді з різних малочисленних народів на різному ступені суспільного й економічного розвитку; на півночі вони займалися рибальством і мисливством та годівлею північних оленів, на півдні переважало скотарство. Ці народи належали до різних етнічних і мовних груп: тюркської (татари, якути, тувинці й інші), монгольської, угорської, тунгусо-маньчжурської, самодійської, а також до так званих палеазіатських народів (переважно на північному сході).
Північно-західний Сибір, так звана Югорська земля перебувала під економічними, а з 13 століття і політичними впливами Великого Новгорода, а по його занепаді — Великого Московського князівства. Після підкорення Казані (1552) опинився в руках Москви Камський водний шлях, що вів за Урал, а разом з цим збільшилися впливи Москви на Сибірське ханство, яке вона остаточно окупувала після успішного походу на Сибір козаків найманих відділів під проводом Єрмака, що його організували пермські купці Строґанови. На опанованій території Сибіру Москва будувала міста-остроги: Тюмень (1586), Тобольськ (1587), Томськ (1604), Кузнецький остріг (1618), Єнісейськ (1619) та інші у перші 10-літгя 17 століття Москва опанувала весь західний Сибір по річці Єнісей на схід, дійшла до Байкальського озера (Іркутськ, 1661); по побудові Якутську (1632) до Охотського моря (1649), над яким було засноване тієї ж назви місто (1697) і Камчатки(1698-99). Унаслідок воєн з Китаєм Москва відмовилася від Приамур'я (Нерчинський договір 1689), яке добула назад щойно за Айгунським договором (1858). Швидке опанування Сибіру було уможливлене незначним опором корінного населення. Разом з політичною окупацією Сибіру йшла колонізація російських поселенців (спершу переважно з північної Росії). До початку 18 століття це були головне «служилі люди» і промисловці та козацькі відділи, які селилися головне у городках; вони посувалися на схід по ріках; головним багатством країни були хутра (ними платили дань місцеві народи — так званий ясак). Кількість населення на початку 17 століття обраховують на близько 200 000 (у тому числі близько 25 000 зайшлих колоністів), в кінці 17 століття на близько 420 000 (вже здебільшого колоністів). У 18 столітті у Сибір селилися головне селяни, переважно на південний захід у смузі Лісостепу й Степу. Це були в основному державні селяни, які селилися добровільно або під примусом; ні великої приватної власності (за винятком великих посілостей царя і його родини), ні панщини в Сибіру не існувало. Головним багатством краю і предметом експорту, крім хутра, були корисні копалини (срібло, оливо, мідь, залізо; з 1820-их років також золото). Для охорони південно-західних кордонів перед кочовиками у 1710 і 1750 — 60-их роках побудовано кілька оборонних ліній (Ішимську, Іртиську і Кооливансько-Кузнецьку), що їх охороняли козацькі війська, які 1808 об'єднано у Сибірське козацьке військо. Кількість населення постійно зростала (у дужках число корінного населення; числа приблизні) з 430 (200) на початку 18 століття до 680 (260) у 1763, 939 (363) у 1795 і 2 936 (648) у 1858 (числа стосуються також Далекого Сходу і степових провінцій). Поселення відбувалися тоді головне уздовж важливого Сибірського тракту, який в'язав Європу з Заходом і Сходом. З першої половини 17 століття московський уряд використовував Сибір як місце заслання, серед інших і політичних в'язнів. 1708 утворено Сибірську губернію з генереал-губернаторством у Тобольську, 1822 її поділено на західну і східну.
Скасування кріпацтва в Російській Імперії (1861) і постале з тим малоземелля і безземелля селян спричинило значне збільшення еміграції за Урал, насамперед на південь землі Сибір, які надавалися для хліборобства; вона стала масовою з кінця 19 століття після будови Сибірської залізниці (1891—1905), а з 1907 через нездійснені надії селян на аграрну реформу Столипіна. Еміграція на Сибір охопила спершу головне російські центрально-чорноземні області, згодом також Білорусь, з 1890-их років і Україну. Кількість всіх поселенців у Сибіру можна припускати у 1861 — 91 на 0,5 млн (17 000 на рік) і на близько 4,5 млн у 1892—1914 (200 000 на рік), у тому числі близько 0,6 млн українців. Додамо, що у 19 столітті на Сибіру заслано близько 1 млн осіб, головне селян; на початку 20 століття кількість засланих нараховувано до 287 000 (без каторжан; у той час заслання вже були обмежені).
Разом з зростанням еміграції зростала і кількість населення Сибіру:
|                       | 1867  | 1897  | 1911  |
| Західний Сибір        | 1 891 | 3 381 | 6 160 |
| Східний Сибір         | 1 380 | 2 198 | 2 836 |
| Весь Сибір            | 3 271 | 5 579 | 8 996 |
| у тому числі у містах | 244   | 394   | 836   |

Густіше була заселена лише південна вузька смуга Сибіру від Тюмені на захід через Іркутськ до Чити на сході, яка охоплювала південні окрайки тайги, Лісостеп і північні окрайки степу. Тут жило 4 — 20 осіб на 1 км², далі на північ менше ніж 1, а на 3/4 Сибір був майже безлюдний. За винятком Тобольську (1911 р. 21 000 мешканців), більші міста Сибіру розташовані в південній смузі Сибіру: Омськ 128, Іркутськ 127, Томськ 111, Красноярськ 73, Барнаул 52, Тюмень 28. Відсоток міської людності піднісся з 7,1 % у 1897 до 8,4 % у 1911.
У зв'язку з напливом колоністів з європейської частини імперії зменшувався відсоток корінного населення Сибіру (їх називали інородцями), хоч їхнє абсолютне число зростало:
|                             | 1897 у тис. | %    | 1911 у тис. | %    |
| Корінна людність            | 816         | 15,2 | 927         | 10,6 |
| Росіяни, українці, білоруси | 4416        | 81,9 | 7503        | 86,7 |
| Інші                        | 156         | 2,9  | 221         | 2,6  |

Корінне населення Сибіру, зокрема малочисельні народи, зазнавало впродовж століть примусової християнізації і часткової русифікації, натомість зберігали свій стан численніші народи (1911 у тис.): буряти (разом з монголами) 332, якути 246, татари 243.
Серед зайшлого населення вирізнялися дві групи: старожили або Сибіряки, предки яких здавна оселилися в Сибіру, і новооселені, які прийшли на Сибір у другій половині 19 століття (переважно за останні 20 років перед 1914). Сибіряки являли собою окрему групу росіян. Воїни зжилися з Сибіру, у якому селилися вже коло 400 років; їхній побут, частково мова й антропологічні прикмети зазнали впливів корінного населення, з яким від сотень літ вони схрещувалися (багато з них брало жінок з тубільного населення), і чимало їх асимілювалося. Сибіряки асимілювали також інших поселенців з Європи, серед інших й українців. Чисто російський тип залишився лише на Забайкаллі і на півдні Алтайського краю. Сибіряки жили звичайно окремими масивами (новим поселенцям виділено осібні ділянки), їхні зв'язки з новоприбулими були обмежені. Серед старожилів замкнену групу становили старовіри (понад 300 000) і козаки (1910 — 172 000), землі яких являли собою довгу, але вузьку смугу на пограниччі Сибіру і Степового краю (Сибірське козацьке військо) і на Забайкаллі (Забайкальське козацьке військо); менші частини: красноярські й іркутські козаки, об'єднані 1917 в Єнісейське козацьке військо та Якутський козацький полк. Їхні прикмети ті самі, що й козацького війська на Зеленому Клині.
Відомості про українців до кінця 19 століття, коли почалася масова селянська колонізація, досить спорадичні й недокладні. Немає сумніву, що їх участь в колонізації, господарській розбудові й культурному розвитку Сибіру була значна. Серед російських промисловців і «служилих людей», які у 17-18 століттях освоювали Сибір і Далекий Схід, а згодом Камчатку й Аляску, були й українці. Але ще більше було засланих на Сибір московським урядам українців з різних верств людності. 1642 на річку Лену були заслані «черкеси» (так називали в Московщині українців у 17 столітті) з Слобожанщини з родинами, разом 188 осіб, які дісталися на Лену щойно 1646-47. Ці заслання тривали й далі (1646, 1649). Ще більше засланих українців у СИБІР бачимо у другій половині 17 століття Це були переважно українські державні політичні діячі, противники московської політики в Україні, або ті, кого московський уряд підозрівав у «шатості» і «зраді». У кінці 1650-их років на Сибір було заслано родичів і прихильників гетьмана І. Виговського; у 1660-их: pp. — противників московського ставленика гетьмана І. Брюховецького; у 1670-их роках був засланий гетьман Д., Многогрішний з усіма своїми родичами та їх родинами; у 1680-их роках гетьман І. Самойлович з сином Яковом і небожем Михайлом. Після Полтавської катастрофи (1709) у Сибіру опинилося чимало «мазепинців», зокрема генеральний суддя В. Чуйкевич, компанійський полковник Г. Новицький, уся родина Мировичів та інші. 1723 був засланий до Якутську небіж Мазепи — А. Войнаровський. По знищенні Січі (1775) на Сибір заслано частину запорізької старшини, а трохи раніше засуджено на каторгу в Сибір учасників Коліївщини (на чолі з М. Залізняком). У 19 столітті на Сибір засилали за присудом суддів або адміністративним порядком, українських революційних діячів (декабристи — члени Північного і Південного Товариства З'єднаних Слов'ян; у другій половині 19 століття — революційні народники, зокрема А. Красовський, С. Богомолець, Сергій Ковалик, Є. Ковальський, Я. Стефанович українські соціал-демократи, згодом більшовики Г. Петровський, М. Скрипник та інші; письменник П. Грабовський), учасників селянських заворушень і повстань (серед інших У. Кармелюк), які були заслані або на каторгу, або на так зване вільне поселення, декого з українських громадських і культурних діячів, яких за «сепаратизм», з наказу російської влади, примусово переведено на службу до Сибіру. До козацького війська в Сибір було включено чимало українців.
Українці відіграли поважну роль в економічному, адміністративному й культурному житті Сибіру. Знаходимо українців навіть у вищій адміністрації Сибіру [генерал М. Сулима, генерал-губернатор Східного (1833–1834) і Західного (1834–1836) Сибіру; генерал П. Капцевич тобольський і томський генерал-губернатор (1822–1826); кілька губернаторів Сибірських губерній були українського роду], в управлінні скарбовими фабриками і заводами тощо.
Особливе визначне місце українці посідали у церковному житті Сибіру 18 століття Митрополитами тобольськими і Сибірськими були: Філофей Лещинський (1702-21, з перервами), Іоан Максимович (1711 — 15), Антоній Стаховський (1721 — 40), Арсеній Мацієвич (1741-42), Павло Конюскевич (1758-68); єпископами іркутськими були: Інокентій Кульчицький (1727 — 31), Інокентій Нерунович (1732-47), Софроній Кристальський (1753 — 71). Вони здебільшого оточували себе духовенством українського походження, яке великою мірою спричинилося до культурного розвитку Сибіру у 18 столітті Чимало українців — духовних і світських (наприклад, Григорій Новицький), досліджували Сибір і Далекий Схід. Так було і в 19 столітті.
Масовий виїзд українських селян почався з кінця 1880-их років. У 1885—1914 виеміґрувало з 9 українських губерній за Урал 1 742 000 осіб, а з усіх українських земель понад 2 млн — майже самих українців. З цього числа близько 35 % припадало на Сибір. За переписом 1897 в Сибіру жило 142 000 українців (у дійсності більше), у тому числі в Західному Сибіру 120 000; найбільші відсотки вони становили в південно-західній частині Томської й Тобольської губернії. Число українців в Сибіру у 1914 було небагато менше, як за переписом 1926 (за воєнні і перші повоєнні роки іміґрація з України була незначна) — близько 1 млн, тобто близько 12 % всього населення.
Населення Сибіру не понесло великих втрат під час війни, революції й голоду 1921-22; разом з тим майже зовсім припинився приплив іміґрантів з європейської частини СРСР (він у незначних розмірах відновився з 1924). На початку 1915 населення Сибіру нараховувало близько 10 млн, у кінці 1926 — близько 11 млн (разом з Ішимською і Курганською округами, які офіційно входили до складу Уральського краю). Перепис 1926 вперше подає докланіші дані про національний склад населення Сибіру (також за поодинокими районами):
| Національність | Західний Сибір в тис. | %     | Східний Сибір в тис. | %     | Увесь Сибір в тис. | %     |
| українці       | 738                   | 9,8   | 115                  | 3,4   | 853                | 7,8   |
| росіяни        | 5 938                 | 79,2  | 2 366                | 69,5  | 8 304              | 76,2  |
| білоруси       | 170                   | 2,3   | 153                  | 4,5   | 323                | 3,0   |
| буряти         | 238                   | 7,0   | 238                  | 2,2   |                    |       |
| якути          | 236                   | 7,0   | 238                  | 2,2   |                    |       |
| мордва         | 100                   | 1,3   | 20                   | 0,6   | 120                | 1,0   |
| татари         | 68                    | 0,9   | 36                   | 1,1   | 104                | 0,9   |
| німці          | 77                    | 1,0   | 4                    | 0,1   | 81                 | 0,7   |
| казахи         | 50                    | 0,7   | 50                   | 0,5   |                    |       |
| поляки         | 28                    | 0,4   | 21                   | 0,6   | 49                 | 0,5   |
| інші           | 336                   | 4,4   | 213                  | 6,2   | 549                | 5,0   |
| разом          | 7 505                 | 100,0 | 3 402                | 100,0 | 10 907             | 100,0 |

Порівняно з 1911 відсоток росіян, українців і білорусів, разом взятих, залишився майже без змін (86,7 і 86,9), корінного населення зменшився з 10,6 до 7,5 (у тому числі найчисленніших національностей: бурятів з 3,9 до 2,2 і якутів з 2,9 до 2,2), інших збільшився з 2,6 до 5,6.
Українці Сибіру жили переважно у суцільних масивах в південно-західному Сибіру, що має сприятливі умови для хліборобства — у лісостепу і степу з чорноземними ґрунтами. Ці українські поселенці землі становили частину так званого Середньо-Азійського Степового краю, в частині якого (саме Середньо-Азійського Степового краю) українці являли собою більшість всього населення. Сибірська частина цього саме Середньо-Азійського Степового краю (вона охоплювала майже всю Славгородську і частини Омської і Каменської округ) займала площу 55 000 км² з 580 000 мешканців, у тому числі 310 000 (53 4 % усіх) українців, близько 200 000 (34 %) росіян і 25 000 (4,3 %) корінного населення. На 17 районів, положених у Сибірській частині саме Середньо-Азійського Степового краю, українці становили більшість у 12 районах. Близько 400 000 українців жило у тій частині Західного Сибіру, у якій більшість являли собою росіяни (переважно давно тут оселені старожили); українці у тих районах становили 10-40 % всього населення і звичайно жили в окремих селах.
На 115 000 українців у Східному Сибіру більшість жила на островах з добрими чорноземними, ґрунтами (наприклад, на схід від Красноярську).
За переписом 1926 лише 3,4 % українців жили у містах (вони становили в них 2,8 % всього населення; у селах — 8,8 %). Найбільші міські скупчення українців (у тис.): в Омську (9,7), Славгороді (4,1), Красноярську (1,6), Іркутську (1,3), Томську (1,2) та інших.
Фактично чисельність українців в Сибіру було більше (мабуть, 1,2 млн), про що свідчить високий відсоток серед мешканців Сибіру осіб, народжених в УРСР; в усьому Сибіру українці мали становити 10 %, але у ньому жило аж 19 % осіб, народжених в УРСР; числа для округ, у яких українці становили великий відсоток: у Славгородській — 47 % і 56 %, Омській — 19 % і 27 % і т. д.
З кінця 1920-их років населення Сибіру зросло з 10,9 млн у 1926 до 14,1 млн у 1939 (або на 29 %; у тому числі Західного Сибіру на 19 %, Східного Сибіру на 52 %), у тому числі міського з 1,0 на 4,4 млн або з 9,2 % иа 31,3 % всього населення (сільська людність зменшилася на 200 000). Цей високий приріст населення був можливий завдяки значній іміґрації з європейської частини СРСР. Серед прибулих було чимало засланих з України куркулів (головне у 1929-32), а також українців, які рятувалися перед голодом і репресіями виїздом в індустріальні райони Сибіру (зокрема до Кузнецького басейну). Тоді ж постав у Сибіру ряд концентраційних таборів.
У 1940 — 45  Сибір зазнав значних змін. Вже 1939 — 40 на Сибір було заслано чимало українців з Західної України. Під час другої світової війни господарство Сибіру було спрямоване на воєнні потреби: на Сибір евакуйовано (головне з України) близько 1 млн осіб і сотні заводів та збудовано нові. Розбудовано кам'яновугільну (в Кузнецькому басейні; Кузнецьке і Карагандинське вугілля мало замінити донецьке), важку та хімічну промисловість; виникли нова промислові центри. Валовий обсяг промисловості за 1940 — 45 збільшився майже удвічі.
Разом з зростанням економічного потенціалу Сибіру зростала кількість його населення як завдяки високому природному приростові, так і (до кінця 1950-их років) іміґрації з європейської частини СРСР. Зміни в стані людності видно з таблиці (у тис.):
| 1939       | Західний Сибір | Східний Сибір | Весь Сибір |
| міське     | 2 678          | 1843          | 4 521      |
| сільське   | 7 226          | 3 342         | 10 568     |
| вся        | 9 904          | 5 185         | 15 089     |
| 1959       |                |               |            |
| міське     | 6052           | 3653          | 9705       |
| сільське   | 6199           | 3308          | 9507       |
| вся        | 12251          | 6961          | 19212      |
| 1970       |                |               |            |
| міське     | 7895           | 4986          | 12881      |
| сільське   | 5 299          | 3142          | 8 441      |
| вся        | 13194          | 8128          | 21322      |
| 1. 1. 1974 |                |               |            |
| міське     | 8 535          | 5 545         | 14 080     |
| сільське   | 4 841          | 2 924         | 7 765      |
| вся        | 13 376         | 8 469         | 21845      |

## Сучасне становище
Приріст людності був за весь час сильніший у Східному, ніж у Західному Сибіру (тут він був значний у Кемеровській обл., натомість в Алтайському краю кількість людності зменшувалася), у 1960-73 баланс міґраційних процесів був для Сибіру (зокрема Західного) неґативний, весь час поступала урбанізація (1939 у містах Сибіру жило 30 % всієї людности, 1974 — 64 %), натомість зменшувалося число сільського населення, що спричинює брак робітників у сільському господарстві. Вперше у 1960-их роках міґраційнії процеси між Україною і Сибіром були для України позитивні: за 1968-69 з УРСР до Сибіру виїхало 50 000 осіб, приїхало з Сибіру до УРСР — 68 000 (звичайно це були переважно поворотці). Однак, і далі (зокрема в Східний Сибір і в північні райони) їдуть на працю українські робітники, звичайно на 2 — 3 роки, бо платні в Сибіру у 2 — 3 рази більші, ніж в Україні.
Як у минулому, густіше в Сибіру заселена лише вузька смуга на півдні; решта Сибіру (також гори) майже не заселена, за винятком смуг уздовж великих рік.
Національний склад населення Сибіру, зокрема українців стан посідання зазнав за останні 40 років значних змін. З кінця 1920-их років на Сибір постійно припливає українська людність: заслані і ув'язнені (на території Сибіру є численні концентраційні табори, у яких українці становили більшість), поселенці у 1950-их роках на цілинних землях, оселені в процесі організованого набору на працю або ті, що добровільно переселилися, завдяки кращим умовам життя — високий зарплатні, меншому тискові режиму. У 1940-их роках на Сибір переселено 300—400 000 німців (головне з Надволжя і України). Дані радянських переписів з 1959 і 1970 не подають докладної статистики національних відносин (так само, як і в Середньо-Азійському Степовому краю), бо вони дають дані лише для цілих областей і зменшують кількість українців й інших неросійських національностей європейського походження. Національний склад населення Сибіру за переписом 1970 такий:
| Національність | Західний Сибір 1000 | %     | Східний Сибір 1000 | %     | Увесь Сибір 1000 | %     |
| українці       | 359                 | 2,7   | 219                | 2,7   | 578              | 2,7   |
| росіяни        | 11517               | 87,5  | 6604               | 81,5  | 18121            | 85,1  |
| німці          | 402                 | 3,0   | 66                 | 0,7   | 468              | 2,2   |
| татари         | 292                 | 2,2   | 121                | 1,5   | 413              | 1,9   |
| буряти         | —                   | —     | 312                | 3,8   | 312              | 1,5   |
| якути          | —                   | —     | 295                | 3,6   | 295              | 1,4   |
| казахи         | 108                 | 0,8   | 3                  | 111   | 0,5              |       |
| білоруси       | 76                  | 0,6   | 65                 | 0,8   | 141              | 0,6   |
| чуваші         | 70                  | 0,5   | 32                 | 0,4   | 102              | 0,5   |
| мордва         | 50                  | 0,4   | 33                 | 0,4   | 83               | 0,4   |
| інші           | 300                 | 2,3   | 377                | 4,6   | 677              | 3,2   |
| разом          | 13174               | 100,0 | 8 127              | 100,0 | 21 301           | 100,0 |

Порівняно з 1926 і 1959 мали б відбутися в національному складі населення всього Сибіру такі зміни:
| Національності   | 1926 у 1 000 | у %   | 1959 у 1000 | у %   | 1970 у 1000 | у %   |
| українська :     | 853          | 7,8   | 692         | 3,6   | 578         | 2,7   |
| російська        | 8304         | 76,2  | 16075       | 83,6  | 18121       | 35,1  |
| білоруська       | 323          | 3,0   | 139         | 0,7   | 141         | 0,6   |
| корінна людність | 841          | 7,7   | 1062        | 5,6   | 1455.       | 6,8   |
| інші             | 586          | 5,3   | 1244        | 1027  | 4,8         |       |
| Разом            | 10 907       | 100,0 | 19 212      | 100,0 | 21322       | 100,0 |

Порівняння національного складу людности 1926 і 1959 виявляє зменшення українців (як в абсолютних числах, так ще більше у відсотках) та корінного населення (лише у %) і одночасне зростання росіян, а також групи «інші» (завдяки припливові німців). У 1960-их роках кількість українців й інших неросійських європейських народів далі зменшується, натомість збільшується число і відсоток корінного населення (серед інших за 1959-70; в тис.): татар з 246 до 413, бурятів з 252 до 312, якутів з 238 до 295) головне завдяки їхньому високому природному приростові.
В розміщенні українців в Сибіру мали відбутися — у світлі переписів — значні пересунення. Катастрофічно мав би зменшитися український стан посідання в Західному Сибіру: з 738000 (9,8 % всього населення) у 1926 до 463 000 (3,8 %) у 1959 і 359 000 (2,7 %) у 1970. Натомість зросла кількість українців у Східному Сибіру — з 115000 (3,4 %) у 1926 до 229 000 (3,3 %) у 1959 (у 1970 вона зменшилася до 219 000, або 2,7 %). Таким чином стан посідання українців зменшується головне в південно-західному Сибіру, у якому вони у 1920-их роках становили близько 1/5 всього населення, а то й більшість (у тій частині, яка входила до складу Середньо-Азійського Степового краю), натомість збільшується у Східному Сибіру, зокрема у його субполярній смузі (наприклад, в Якутській АССР з 100 у 1926 до 1 200 у 1959 і 20300 або 3,1 % всього населення у 1970). Найбільший відсоток українці становлять в Омській області (5,8; 1959 — 7,8), в Іркутській (3,7) і Якутській АССР (3,1), у всіх інших областях від 1,3 до 2,4.
Чимраз більше українців живе у містах Сибіру: 1926 ледве 3,4 % всіх, 1959 — 45 %, 1970 — 66 % (в УРСР — 46 %), серед міської людности вони становлять 2,9 % (1926-2,8 %); серед сільської 2,8 %. (8,8 %). Мабуть, найбільші скупчення українців є у великих містах Кузнецького басейну, в Новосибірську, Омську, Іркутську і Красноярську.
Поділ людности за мовою не збігається з поділом за національністю, бо частина неросіян, зайшлих з європейської частини СРСР, вживає російської мови. За переписом з 1959 лише 54 % українців за національністю подало українську мову як рідну, 46 % російську. За переписом 1970 мовна русифікація українців Сибіру мала б бути така:
|                                        | у тис. | %   |
| за національністю                      | 578    | 100 |
| за мовою                               | 252    | 44  |
| тих, що знали українську мову як другу | 83     | 14  |
| тих, що не знали української мови      | 243    | 42  |
| тих, що подали російську мову як рідну | 326    | 56  |
| тих, що знають російську мову як другу | 225    | 39  |
| тих, що не знають російської мови      | 27     | 5   |

Мовна русифікація українців більше посунена в тих областях, у яких українці оселювалися з кінця 19 століття, менше — у Східному Сибіру.
До радянської національної і мовної статистики можна ставитися з застережнням і можна припускати, що в Сибіру, до якого постійно припливали українці, живе понад 2 млн осіб українського походження. Однак, не можна заперечувати далекосяжну русифікацію української людности в Сибіру, як і всіх українців, що живуть за межами УРСР (див. Русифікація). Її полегшує значно посилена урбанізація українців у Сибіру, змішування різних національностей в радгоспах, а також факт, що великий відсоток, а то й більшість українців творить мішані подружжя; все це — при одночасній відсутності українських шкіл (вони існували в Західному Сибіру недовгий час, на початку 1930-их років), преси, видань. Такої самої русифікації зазнають й інші неросійські народи європейського походження, за винятком німців; натомість русифікація не посувається серед більших корінних національностей (всі вони мають свої автономні ССР або автономні області).